# Visuelle Kommunikation

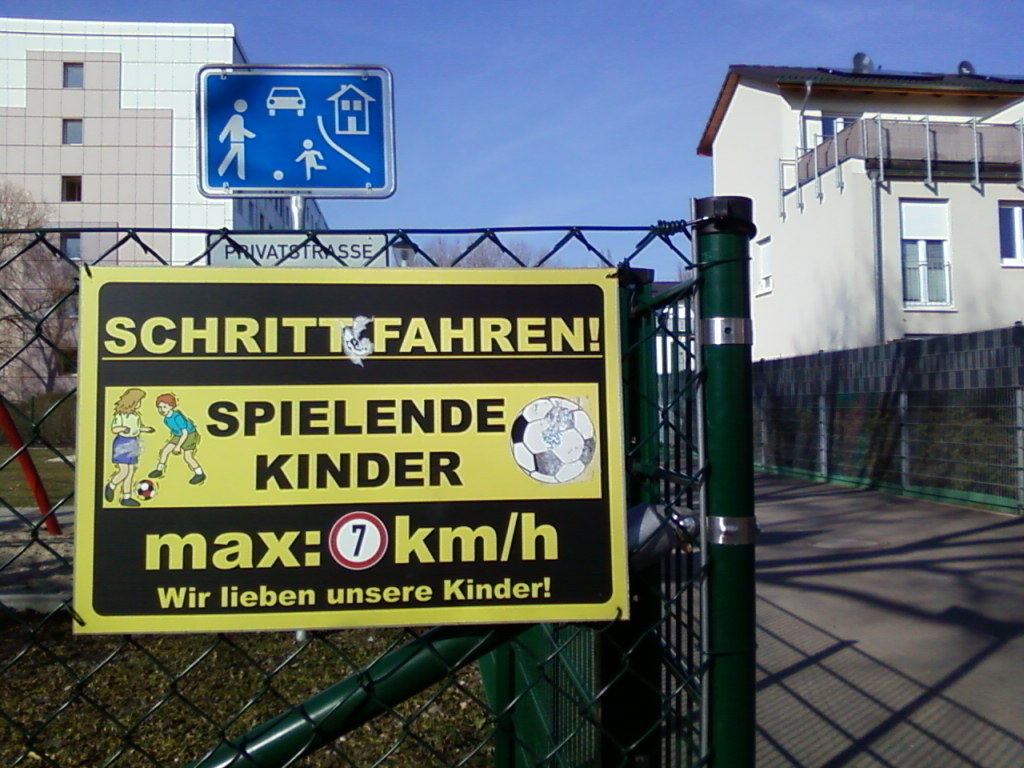
Visuelle Kommunikation im Straßenverkehr, figurativ ausgestaltet

Visuelle Kommunikation (1. von frz. visuel ← über spätlat. visualis, „zum Sehen gehörend“ (zu lat. visus, „(das) Sehen“); 2. lat. communicatio, „Mitteilung“), also Kommunikation vermittelt über das Sehen, ist der Gegenbegriff zu sprachlicher oder direkter körperlicher (taktiler oder olfaktorischer) Kommunikation. Viele Tiere und auch Menschen nehmen den überwiegenden Teil der Umwelt-Informationen über das Auge wahr. „Echte“ zwischenmenschliche Kommunikation wird aus solchen Informationen aber erst, wenn die wahrgenommenen optischen Signale gezielt ausgesendet wurden und wenn sie im Gehirn verarbeitet und interpretiert werden. Die Wahrnehmung von visuellen Signalen kann unbewusst passieren. Das nutzt auch die Werbung aus.

## Begriffsgeschichte
„Visuelle Kommunikation“ ist mit der zunehmenden Bedeutung von elektronischen Bildträgern (Fernsehen, Computer, Smartphone) für die Alltagswahrnehmung der Menschen zu einem zentralen Begriff der Medientheorie geworden.
Visuelle Kommunikation im engeren Sinn bezogen auf die Kunst ist ein Begriff, der seit dem Ende der sechziger Jahre zuerst in der Kunstpädagogik für den Bereich der bildenden Kunst, der durch die Einbeziehung der Bildwelten der Popkultur und Alltagskultur, sowie durch die Architektur und insbesondere die Urbanistik und die Bildwelten der Werbung erweitert wurde, Verwendung fand.
Heutzutage wird der Begriff visuelle Kommunikation daher oft synonym zum Kommunikationsdesign gebraucht.
Dieser Bereich ist jedoch nur ein Teilbereich der visuellen Kommunikation. Geprägt wurde er ursprünglich von der neomarxistischen Kulturkritik der Frankfurter Schule – Stichwort Bewusstseinsindustrie. Die Verfechter der visuellen Kommunikation lehnten den bürgerlichen Kunstbegriff ab, nach dem die Kunst ihre Legitimation aus sich selbst beziehe und der ihre ökonomischen sowie gesellschaftlichen Bedingungen leugne. Der Warencharakter der Kunst und die Möglichkeiten der Manipulation durch die Massenmedien rückten mit dem neuen Begriff in den Vordergrund. Zwischen den Produkten der etablierten Kunst und denen der sogenannten Kulturindustrie, d. h. der Massenmedien, wurde in der Ideologiekritik der visuellen Kommunikation nicht qualitativ unterschieden, da beide Bereiche als repressive Instrumente der Legitimation von Herrschaft galten. Als zunächst einzig legitimes und anzustrebendes Ziel der visuellen Kommunikation galt die Umfunktionierung der Bildmedien zur emanzipatorischen Aufklärung.
In der Marketing-Branche wird der Begriff visuelle Kommunikation ebenfalls als Oberbegriff für alle mit dem Auge wahrgenommenen visuell kommunizierten Informationen gebraucht. Wichtigstes Beispiel wären hierfür die Plakate, speziell die Werbeplakate (neben Imagewerbungen). Mit Hilfsinstrumenten wie beispielsweise AttentionTracking, Recognition-Verfahren oder Recall-Verfahren versucht das Marketing die Wahrnehmung messbar zu machen.

### Studiengänge
Die Studiengänge Visuelle Kommunikation an Universitäten, Kunsthochschulen oder Fachhochschulen umfassen heute meist die Bereiche des Kommunikations- und Grafikdesigns und der Fotografie, teilweise aber auch die Film- und Medienkunst sowie die bildende Kunst. Bislang schlossen diese in der Regel mit den akademischen Graden Diplom-Designer/-in bzw. Dipl.-Designer/-in (FH) oder Diplom für Visuelle Kommunikation ab. Im Zuge der Bologna-Reform werden jedoch an den einschlägigen Hochschulen die akademischen Abschlüsse den  „Bachelor-/Master of Arts“-Graduierungen angepasst.

## Gebärdensprache

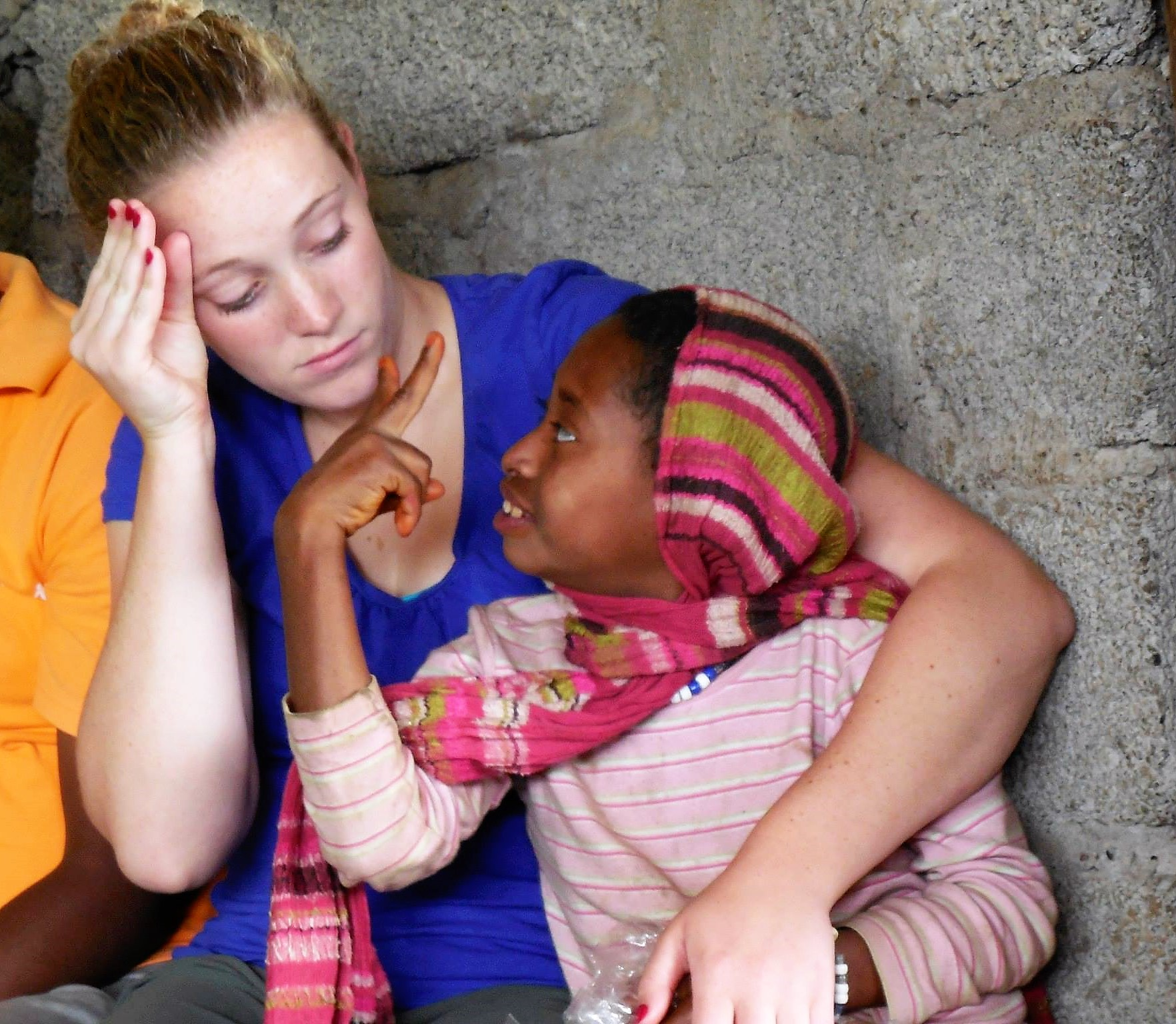
Ein Kind lernt die Gebärdensprache

Visuelle Kommunikation bezeichnet auch die inhaltsunabhängigen Aspekte einer Kommunikation, die auf visuellem Wege erfolgt. Damit ist auch die Kommunikation mittels Gebärdensprache durch gehörlose bzw. stark hörbeeinträchtigte Menschen gemeint. Hierbei werden die Sprachsignale mit den Händen und anderen Körperteilen sowie durch die Ausführung von Bewegungen dargestellt (gebärdet) und visuell aufgenommen. Die Form der so gebildeten Signale muss natürlich ebenso wie bei allen anderen Sprachen oder Kommunikationsformen einem Konsens, einer Konventionalisierung unterliegen, um die richtige Interpretation zu ermöglichen.
Ähnlich wie bei der vokalen Kommunikation lassen sich bei der visuellen Kommunikation neben dem formalen Inhalt auch persönliche Gefühle und veränderte Bedeutungen wie z. B. Ironie etwa durch begleitende Mimik oder besonders »betonte« Ausführung von Gebärden übertragen.
Im Unterschied zu bloßer bildhafter Information erfolgt bei der visuellen Kommunikation auch eine Reaktion mit visuellen Signalen. Dies erfolgt nicht bei informativen Darstellungen beispielsweise von Printwerbung oder des Fernsehens. Diese Darstellungen werden im Sinne der Gebärdensprache daher nicht als »visuelle Kommunikation« betrachtet. Video- oder Fernsehtechnik können jedoch dazu benutzt werden, eine visuelle Kommunikation in Gebärdensprache zu betreiben.

## Militär, Polizei, Schifffahrt und Tauchen

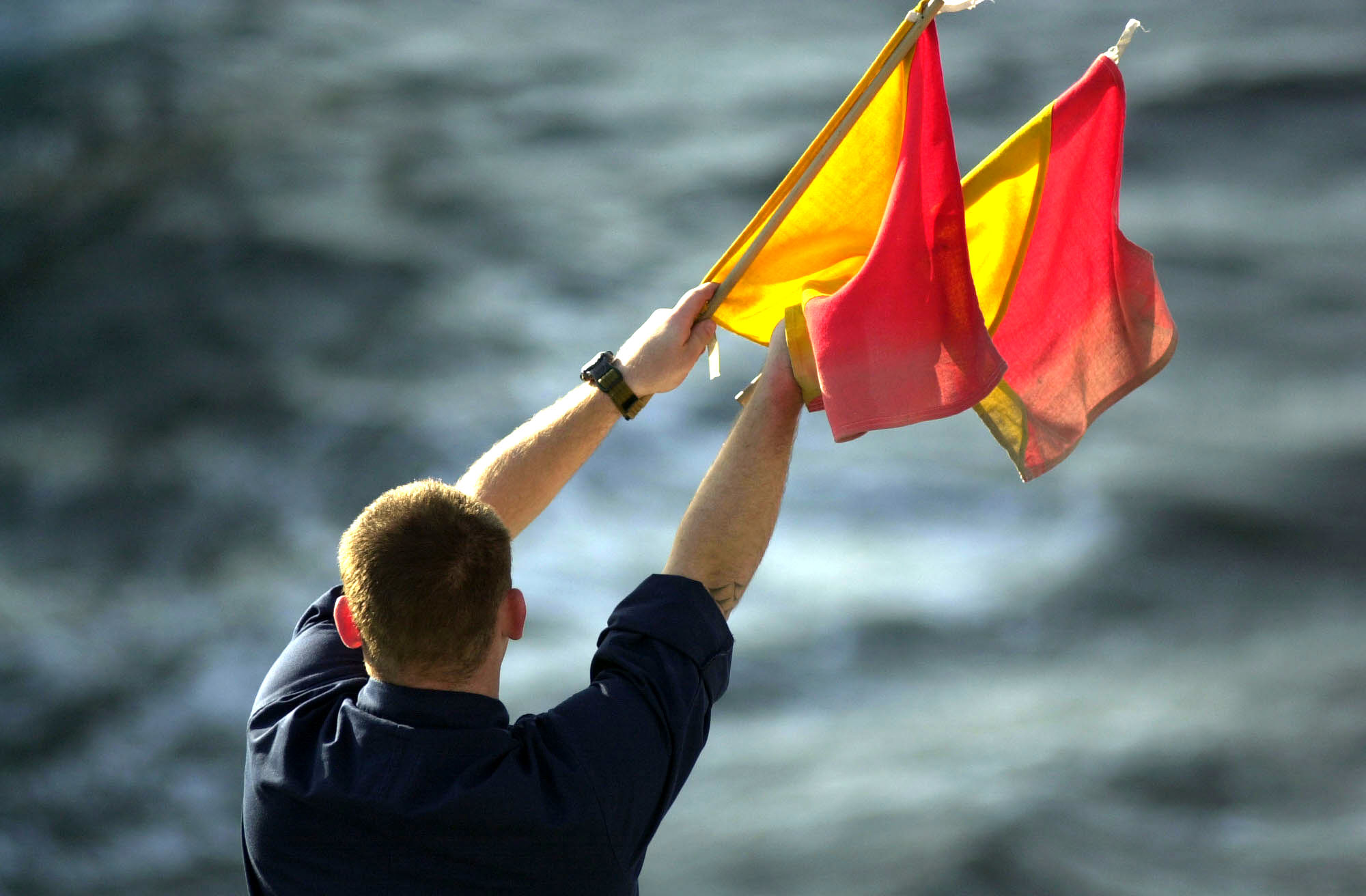
Visuelle Kommunikation zwischen der USS Lake Champlain der U.S. Navy und der HMS Bayleaf der Royal Navy, 2002

Bei Land- und Seetruppen, in der Schifffahrt und beim Tauchen werden Nachrichten und Befehle mittels Handgesten, Tauchzeichen oder dem Flaggensignal übermittelt. Vor der Einführung von Feldtelefon und Funkgerät diente die Optische Telegraphie dazu, Nachrichten und Befehle über längere Strecken zu übermitteln. Nachteilig ist der offene Kommunikationskanal, was das Mitlesen ermöglicht und die Abhängigkeit vom nötigen Sichtkontakt.